# Natació als Jocs Olímpics d'Estiu del 2000
Als Jocs Olímpics d'Estiu del 2000 celebrats a la ciutat de Sydney (Austràlia) es disputaren 32 proves de natació, 16 en categoria masculina i 16 en categoria femenina. La competició es desenvolupà al Centre Aquàtic Internacional de Sydney entre el 16 i el 23 de setembre.
Hi participaren un total de 954 nedadors, entre ells 558 homes i 396 dones, de 150 comitès nacionals diferents.

## Resum de medalles

### Categoria masculina
| Prova                   | Or | Or           | Argent | Argent        | Bronze | Bronze  |
| 50 m lliures Detalls    | Anthony Ervin | 21.98        | No es concedí | No es concedí | Pieter van den Hoogenband                                                                                         | 22.03   |
| 50 m lliures Detalls    | Gary Hall, Jr. | 21.98        | No es concedí | No es concedí | Pieter van den Hoogenband                                                                                         | 22.03   |
| 100 m lliures Detalls   | Pieter van den Hoogenband                                                                                              | 48.30        | Aleksandr Popov | 48.69         | Gary Hall, Jr. | 48.73   |
| 200 m lliures Detalls   | Pieter van den Hoogenband                                                                                              | 1:45.35 80%  | Ian Thorpe | 1:45.83       | Massimiliano Rosolino                                                                                             | 1:46.65 |
| 400 m lliures Detalls   | Ian Thorpe | 3:40.59 (RM) | Massimiliano Rosolino | 3:43.40       | Klete Keller | 3:47.00 |
| 1.500 m lliures Detalls | Grant Hackett | 14:48.3      | Kieren Perkins | 14:53.5       | Chris Thompson | 14:56.8 |
| 100 m esquena Detalls   | Lenny Krayzelburg | 53.72 (RO)   | Matt Welsh | 54.07         | Stev Theloke | 54.82   |
| 200 m esquena Detalls   | Lenny Krayzelburg | 1:56.76 (RO) | Aaron Peirsol | 1:57.35       | Matt Welsh | 1:57.59 |
| 100 m braça Detalls     | Domenico Fioravanti | 1:00.46 (RO) | Ed Moses | 1:00.73       | Davide Rummolo | 1:00.91 |
| 200 m braça Detalls     | Domenico Fioravanti | 2:10.87      | Terence Parkin | 2:12.50       | Tom Wilkens | 2:12.73 |
| 100 m papallona Detalls | Lars Frölander | 52.00        | Michael Klim | 52.18         | Geoff Huegill | 52.22   |
| 200 m papallona Detalls | Tom Malchow | 1:55.35 (RO) | Denys Sylantyev | 1:55.76       | Justin Norris | 1:56.17 |
| 200 m estils Detalls    | Massimiliano Rosolino                                                                                                  | 1:58.98 (RO) | Tom Dolan | 1:59.77       | Tom Wilkens | 2:00.87 |
| 400 m estils Detalls    | Tom Dolan | 4:11.76 (RM) | Erik Vendt | 4:14.23       | Curtis Myden | 4:15.33 |
| 4x100 m lliures Detalls | Austràlia Ian Thorpe · Ashley Callus · Chris Fydler · Michael Klim · Todd Pearson* · Adam Pine*                        | 3:13.67 (RM) | Estats Units Neil Walker · Anthony Ervin · Gary Hall, Jr. · Jason Lezak · Scott Tucker* · Josh Davis*                           | 3:13.86       | Brasil Edvaldo Valério · Gustavo Borges · Carlos Jayme · Fernando Scherer                                         | 3:17.40 |
| 4x200 m lliures Detalls | Austràlia Todd Pearson · Ian Thorpe · Bill Kirby · Michael Klim · Grant Hackett* · Daniel Kowalski*                    | 7:07.05 (RM) | Estats Units Jamie Rauch · Josh Davis · Scott Goldblatt · Klete Keller · Nate Dusing* · Chad Carvin*                            | 7:12.64       | Països Baixos Martijn Zuijdweg · Johan Kenkhuis · Pieter van den Hoogenband · Marcel Wouda · Mark van der Zijden* | 7:12.70 |
| 4x100 m estils Detalls  | Estats Units Lenny Krayzelburg · Ed Moses · Ian Crocker · Gary Hall, Jr. · Neil Walker* · Tommy Hannan* · Jason Lezak* | 3:33.73 (RM) | Austràlia Matt Welsh · Regan Harrison · Geoff Huegill · Michael Klim · Josh Watson* · Ryan Mitchell* · Adam Pine* · Ian Thorpe* | 3:35.27       | Alemanya Stev Theloke · Jens Kruppa · Thomas Rupprath · Torsten Spanneberg                                        | 3:35.88 |

* Nedadors que participaren en les sèries de classificació i que també foren guardonats amb la corresponent medalla.
RM: rècord del món
RO: rècord olímpic

### Categoria femenina
| Prova                   | Or | Or           | Argent | Argent  | Bronze | Bronze  |
| 50 m lliures Detalls    | Inge de Bruijn | 24.32        | Therese Alshammar                                                                                                  | 24.51   | Dara Torres | 24.63   |
| 100 m lliures Detalls   | Inge de Bruijn | 53.83        | Therese Alshammar                                                                                                  | 54.33   | Dara Torres | 54.43   |
| 100 m lliures Detalls   | Inge de Bruijn | 53.83        | Therese Alshammar                                                                                                  | 54.33   | Jenny Thompson | 54.43   |
| 200 m lliures Detalls   | Susie O'Neill | 1:58.24      | Martina Moravcová                                                                                                  | 1:58.32 | Claudia Poll | 1:58.81 |
| 400 m lliures Detalls   | Brooke Bennett | 4:05.80      | Diana Munz | 4:07.07 | Claudia Poll | 4:07.83 |
| 800 m lliures Detalls   | Brooke Bennett | 8:19.67 (RO) | Yana Klochkova | 8:22.66 | Kaitlin Sandeno | 8:24.29 |
| 100 m esquena Detalls   | Diana Mocanu | 1:00.21 (RO) | Mai Nakamura | 1:00.55 | Nina Zhivanevskaya | 1:00.89 |
| 200 m esquena Detalls   | Diana Mocanu | 2:08.16      | Roxana Maracineanu                                                                                                 | 2:10.25 | Miki Nakao | 2:11.05 |
| 100 m braça Detalls     | Megan Quann | 1:07.05      | Leisel Jones | 1:07.49 | Penny Heyns | 1:07.55 |
| 200 m braça Detalls     | Ágnes Kovács | 2:24.35 (RO) | Kristy Kowal | 2:24.56 | Amanda Beard | 2:25.35 |
| 100 m papallona Detalls | Inge de Bruijn | 56.61 (RM)   | Martina Moravcová                                                                                                  | 57.97   | Dara Torres | 58.20   |
| 200 m papallona Detalls | Misty Hyman | 2:05.88 (RO) | Susie O'Neill | 2:06.58 | Petria Thomas | 2:07.12 |
| 200 m estils Detalls    | Yana Klochkova | 2:10.68 (RO) | Beatrice Caslaru                                                                                                   | 2:12.57 | Cristina Teuscher | 2:13.32 |
| 400 m estils Detalls    | Yana Klochkova | 4:33.59 (RM) | Yasuko Tajima | 4:35.96 | Beatrice Caslaru | 4:37.18 |
| 4x100 m lliures Detalls | Estats Units Amy Van Dyken · Courtney Shealy · Jenny Thompson · Dara Torres · Erin Phenix* · Ashley Tappin*                                        | 3:36.61 (RM) | Països Baixos Manon van Rooijen · Wilma van Hofwegen · Inge de Bruijn · Thamar Henneken · Chantal Groot*           | 3:39.83 | Suècia Johanna Sjöberg · Therese Alshammar · Louise Jöhncke · Anna Kammerling · Josefin Lillhage* · Malin Svahnstrom*     | 3:40.30 |
| 4x200 m lliures Detalls | Estats Units Diana Munz · Jenny Thompson · Samantha Arsenault · Lindsay Benko · Julia Stowers* · Kim Black*                                        | 7:57.80 (RO) | Austràlia Giaan Rooney · Petria Thomas · Kirsten Thomson · Susie O'Neill · Jacinta van Lint* · Elka Graham*        | 7:58.52 | Alemanya Franziska van Almsick · Antje Buschschulte · Sara Harstick · Kerstin Kielgass · Meike Freitag* · Britta Steffen* | 7:58.64 |
| 4x100 m estils Detalls  | Estats Units Dara Torres · Barbara Bedford · Megan Quann · Jenny Thompson · Courtney Shealey* · Ashley Tappin* · Amy Van Dyken* · Staciana Stitts* | 3:58.30 (RM) | Austràlia Petria Thomas · Leisel Jones · Susie O'Neill · Dyana Calub · Giaan Rooney* · Tarnee White* · Sarah Ryan* | 4:01.59 | Japó Masami Tanaka · Sumika Minamoto · Mai Nakamura · Junko Onishi                                                        | 4:04.16 |

* Nedadores que participaren en les sèries de classificació i que també foren guardonades amb la corresponent medalla.
RM: rècord del món
RO: rècord olímpic

## Medaller
| Posició | País          | Or | Argent | Bronze | Total |
| 1       | Estats Units  | 14 | 8      | 11     | 33    |
| 2       | Austràlia     | 5  | 9      | 4      | 18    |
| 3       | Països Baixos | 5  | 1      | 2      | 8     |
| 4       | Itàlia        | 3  | 1      | 2      | 6     |
| 5       | Ucraïna       | 2  | 2      | 0      | 4     |
| 6       | Romania       | 2  | 1      | 1      | 4     |
| 7       | Suècia        | 1  | 2      | 1      | 4     |
| 8       | Hongria       | 1  | 0      | 0      | 1     |
| 9       | Japó          | 0  | 2      | 2      | 4     |
| 10      | Eslovàquia    | 0  | 2      | 0      | 2     |
| 11      | Rússia        | 0  | 1      | 1      | 2     |
| 11      | Sud-àfrica    | 0  | 1      | 1      | 2     |
| 13      | França        | 0  | 1      | 0      | 1     |
| 14      | Alemanya      | 0  | 0      | 3      | 3     |
| 15      | Costa Rica    | 0  | 0      | 2      | 2     |
| 16      | Brasil        | 0  | 0      | 1      | 1     |
| 16      | Canadà        | 0  | 0      | 1      | 1     |
| 16      | Espanya       | 0  | 0      | 1      | 1     |